# Klettergebiet Nördlicher Frankenjura

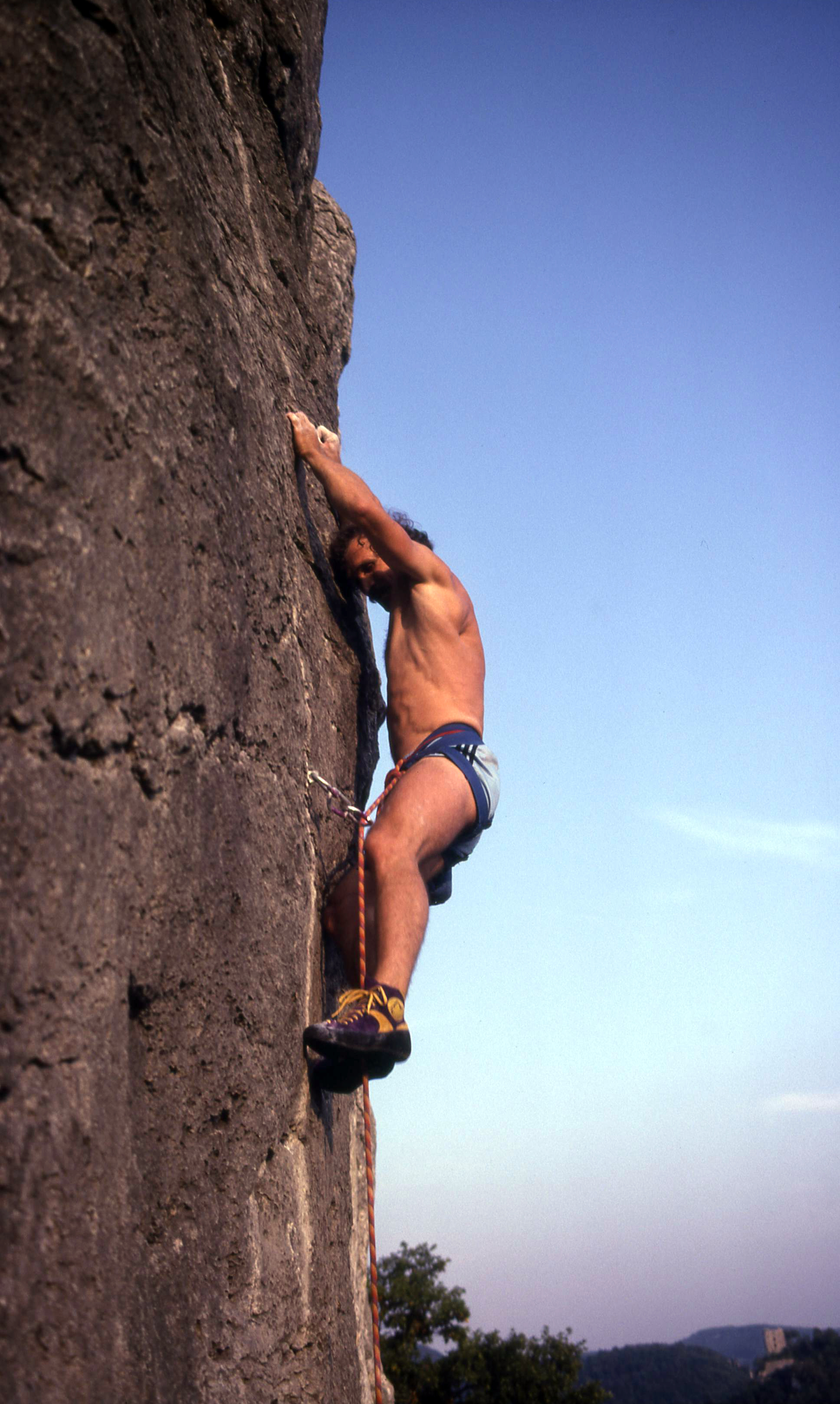
Kurt Albert († 2010) beim Klettern im Nördlichen Frankenjura

Das Klettergebiet Nördlicher Frankenjura ist mit über 10.000 Routen an mehr als 1.000 Massiven und Türmen eines der am besten erschlossenen Klettergebiete der Welt. Das Klettergebiet befindet sich in der Fränkischen Schweiz und der Hersbrucker Alb zwischen den Städten Nürnberg, Bamberg, Bayreuth und Amberg. Dort wurde der erste Haken einzementiert und hatte das Rotpunkt-Klettern seine Wurzeln.
Die Kletterfelsen bestehen überwiegend aus sedimentiertem Kalkstein aus Ablagerungen des Flachmeeres in der Zeit des Weißen Juras vor etwa 161 bis 150 Millionen Jahren.
Durch die vielen Lochfelsen und Überhänge ist der Nördliche Frankenjura eines der wichtigsten außeralpinen Klettergebiete. Die Route Action Directe, erstbegangen von Wolfgang Güllich, galt lange Zeit als die schwerste Freikletterroute der Welt. Derzeit dürfte die Route Supernova von Alexander Megos die schwierigste Route im Klettergebiet darstellen. Aufgrund des festen, griffigen Gesteins kann man schon in Routen des III. Grades im Senkrechten klettern.
Routen, die Kletterer aus aller Welt in die Fränkische pilgern lassen, heißen etwa Sautanz, Magnet, Stonelove, Wallstreet oder Action Directe. Alle stehen stellvertretend für eine Epoche der Rotpunkt-Bewegung, die dort entstand und ein wahres Kletterfieber auslöste. Bedeutende Klettergebiete sind das Trubachtal, der Röthelfels, das Wiesenttal, das Leinleitertal, das Püttlachtal, das Aufseßtal und viele weitere Täler.

## Klettergebiete

### Nordteil

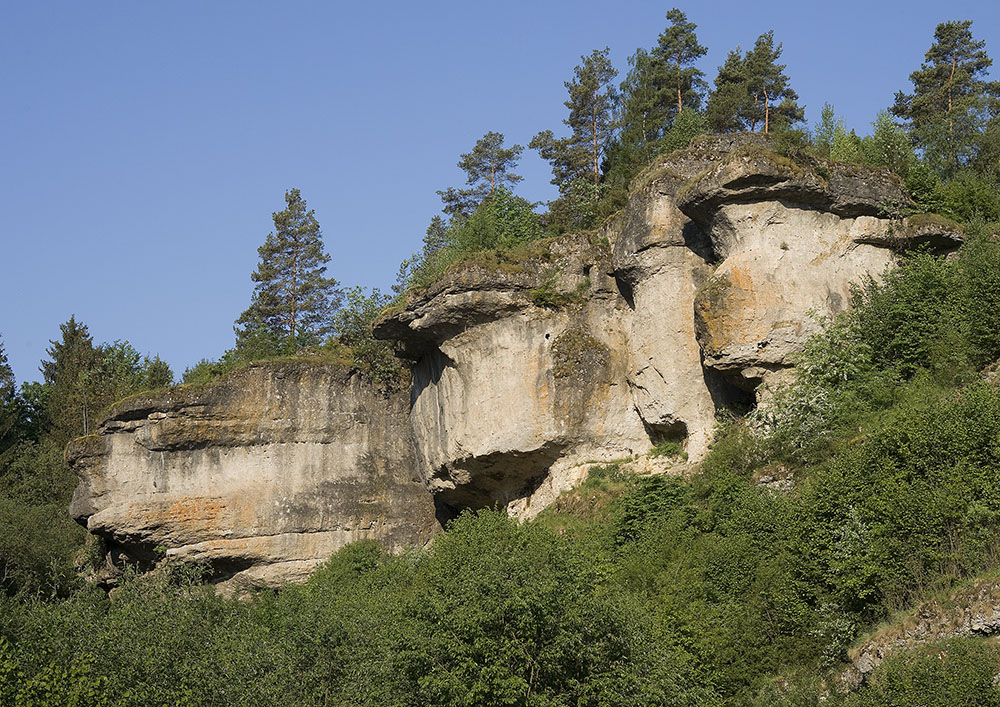
Ziegenfelder Wände

Dieser Teil umfasst das gesamte Gebiet nördlich der A 70 und südlich der A 70 die Gebiete entlang der B 22 bis Hollfeld mit folgenden Teilgebieten:
- Wattendorf mit Kemitzenstein
- Stübig und Burglesau mit dem Großen Stübigen Turm und der Burglesauer Wand
- Würgau mit dem Nürnberger Turm
- Steinfeld mit Steinfelder Turm, Samestase, Steinfelder Wand und Jurawand
- Paradiestal mit Wüstenstein und Gelber Wand
- Treunitz mit Treunitzer Klettergarten, Treunitzer Wand und Kuhkirchner Wand
- Hollfeld mit Kuhleutner Wand
- Kleinziegenfelder Tal mit Holzgauer Wand, Roter Wand, Diebesloch, Klinge und Rolandfels
- Bärental
- Zillertal

### Nordwestteil

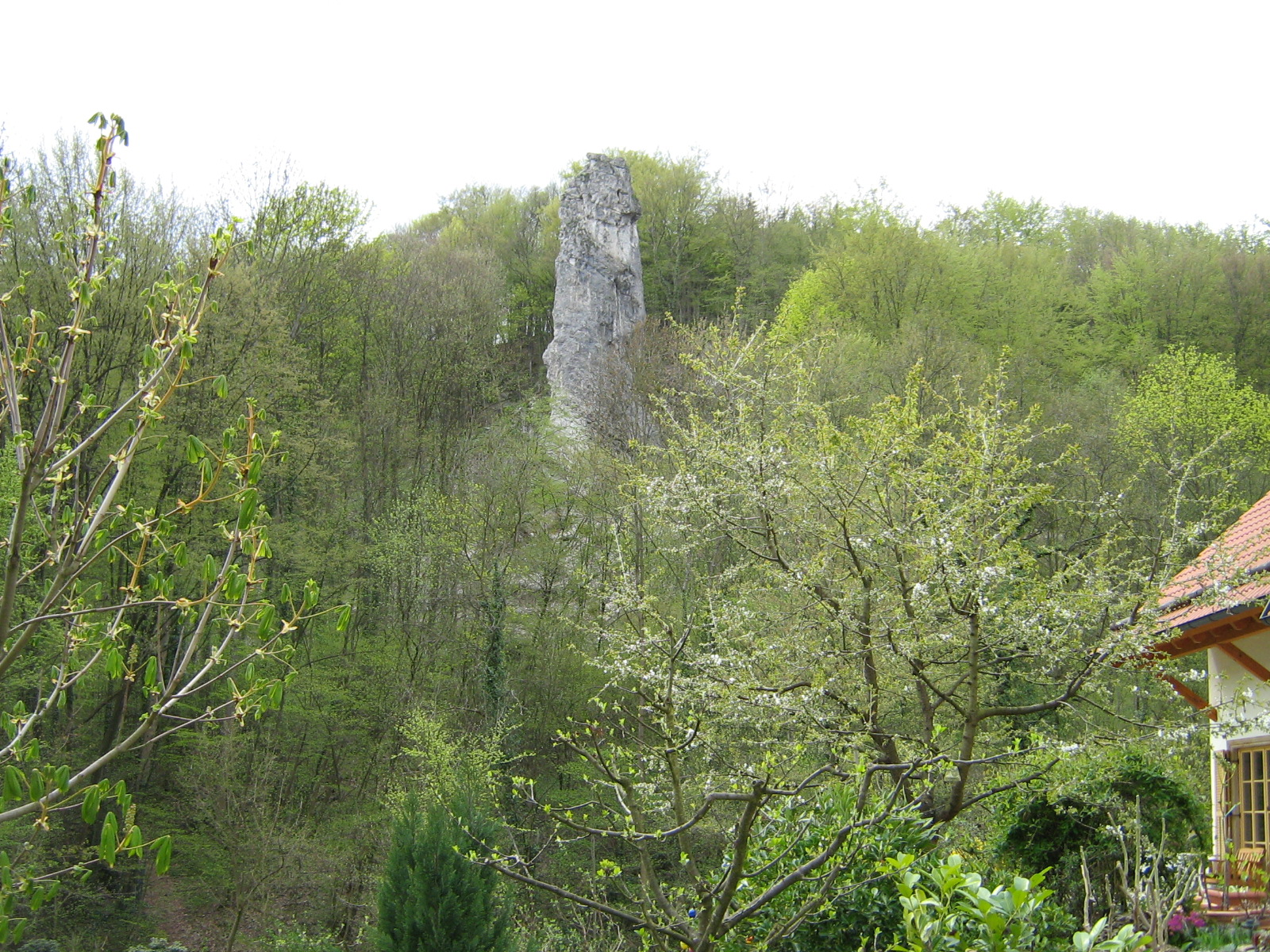
Schauertaler Turm über Streitberg

Die Region umfasst das Gebiet westlich der Linie Heiligenstadt in Oberfranken–Streitberg, südlich begrenzt durch die B 470 mit folgenden Teilgebieten:
- Burggrub und Oberngrub
- Frankendorfer Klettergarten
- Streitberg und Muggendorf
  - Matterhornwand
  - Schauertaler Turm
  - Streitberger Schild
- Leinleitertal bei Veilbronn
- Tiefenellern

### Nordostteil

Dooser Wand im oberen Wiesenttal

Die Region umfasst das Gebiet östlich der Linie Heiligenstadt–Streitberg, südlich begrenzt durch die B 470 mit folgenden Teilgebieten:
- Püttlachtal
- Oberes Wiesenttal zwischen Behringersmühle und Waischenfeld
- Aufseßtal
- Ailsbachtal
- Gebiet um Pottenstein (Oberfranken)
- Weihersbachtal

### Südwestteil

Klettern am Daniel, Röthelfels

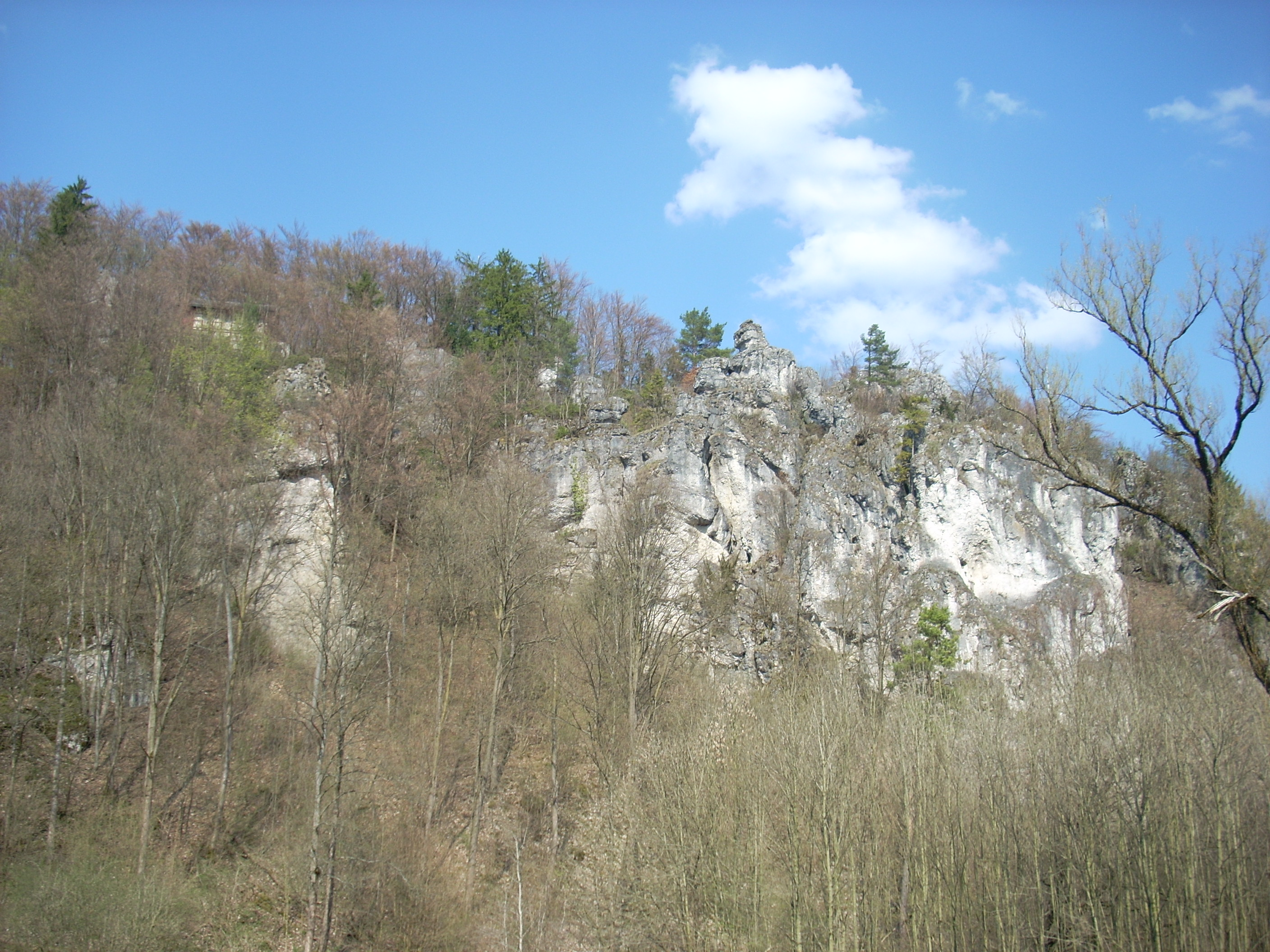
Die Brüchige Wand im Todsfelder Tal

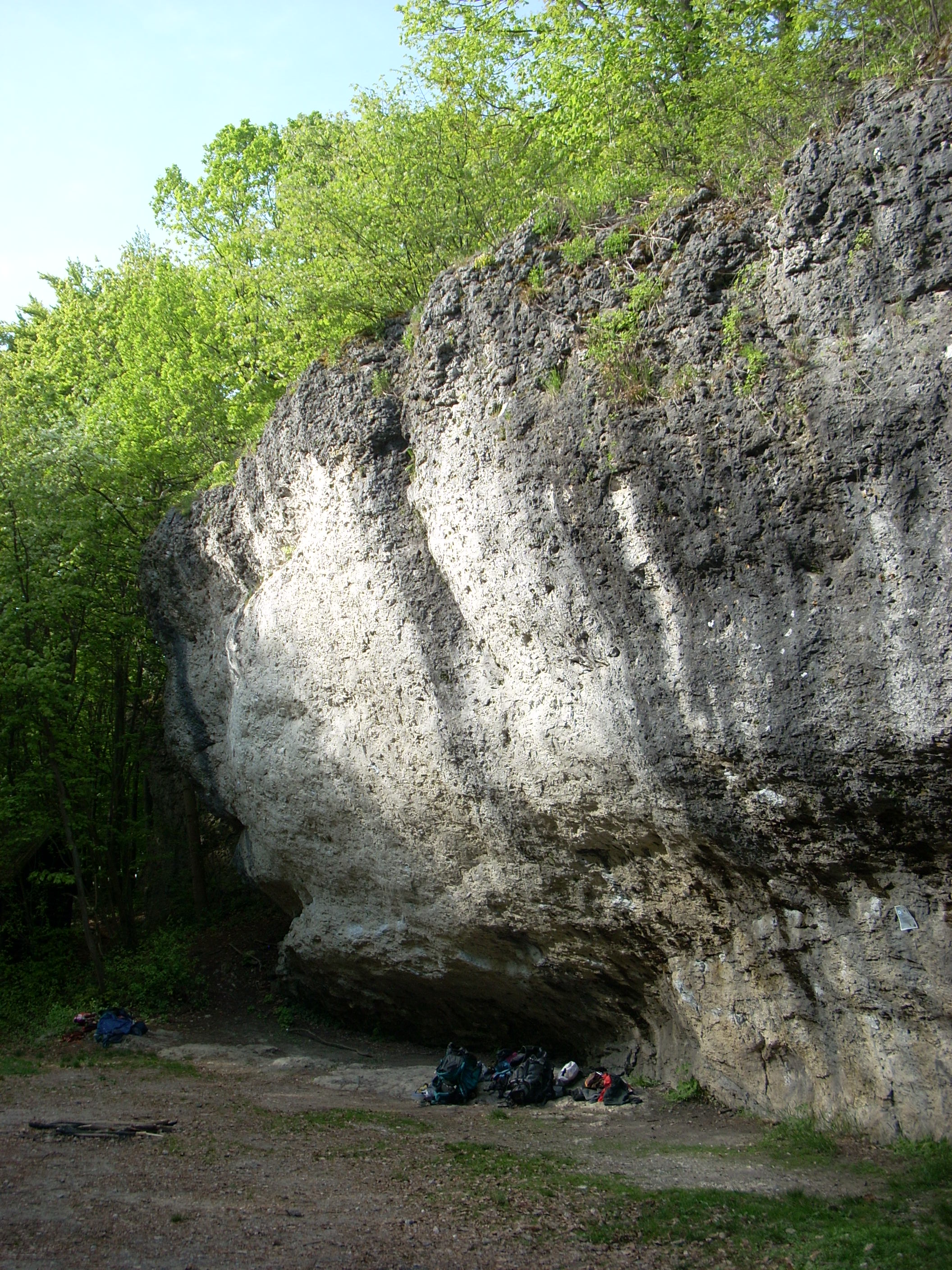
Die Klagemauer bei Sorg

Die Region umfasst das Gebiet südlich der Linie Ebermannstadt–Pottenstein (Oberfranken) bis nach Gräfenberg und westlich der A 9 mit folgenden Teilgebieten:
- Gößweinstein
- Allersdorf und Stadelhofen
- Graisch, Leienfels, Bärnfels und Soranger
- Stierberg, Leupoldstein und Betzenstein mit Stierberger Gemsenwand, Münchser Wand und Dreistaffelfels
- Spies
- Naifertal und Umgebung
- Hiltpoltstein
- Großenoher Tal
- Todsfelder Tal (mit Brüchiger Wand)
- Obertrubach und oberstes Trubachtal mit Richard-Wagner-Fels, Zehnerstein und Hartelstein
- Zwischen Wolfsberg und Hammerbühl
- Hochfläche bei Sorg, Dörfles und Affalterthal mit Klagemauer und Signalstein
- Unteres Trubachtal und Mostvieler Tal mit Egloffsteiner Gemsenwand und Mostvieler Kletterblock
- Zaunsbachtal
- Schlehental und Wichsenstein
- Burggaillenreuth
- Röthelfels und Umgebung
- Walberla und Ehrenbachtal

### Südostteil

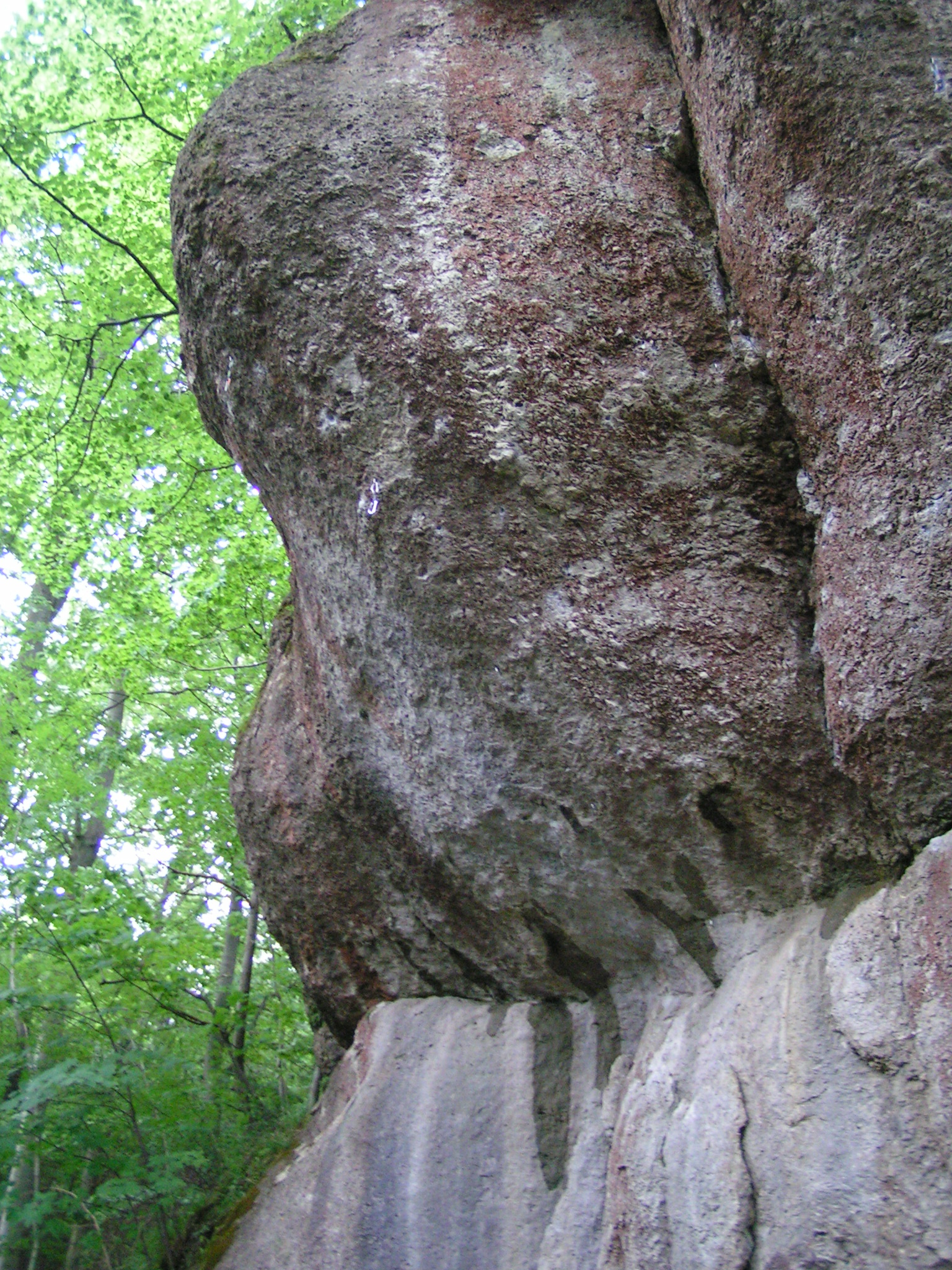
Blick auf die Action Directe am Waldkopf

Die Region umfasst das Gebiet östlich der A9 im Dreieck Pegnitz–Velden–Königstein mit den Teilgebieten
- Pegnitz- und Flembachtal
- Plech
- Krottenseer Forst

Hier wurde mit Chasin' the Trane (IX+), Wallstreet (XI-) und Action Directe (XI) Klettergeschichte geschrieben. Es waren die schwersten Wege ihrer Zeit.
- Königstein
- Bärnhof und Engelthal
- Hartenstein
- Zwischen Velden und Enzendorf
- Neuhaus

### Südteil

Mittelbergwand im Hirschbachtal

Die Region umfasst das Gebiet östlich der A 9 und südlich von Velden bis hinunter ins Lauterachtal mit den Teilgebieten:
- Lauterachtal
- Lichtenegg und Haunritz
- Etzelbachtal (Lehenhammertal)
- Förrenbachtal
- Hirschbachtal
- Schwarzer Brand
- Zwischen Eschenbach und Artelshofen
- Sittenbachtal
- Gotzenberg
- Schnaittach
- Ammerthal
- Neukirchen
- Illschwang

## Zonenregelung zum Schutz der Natur

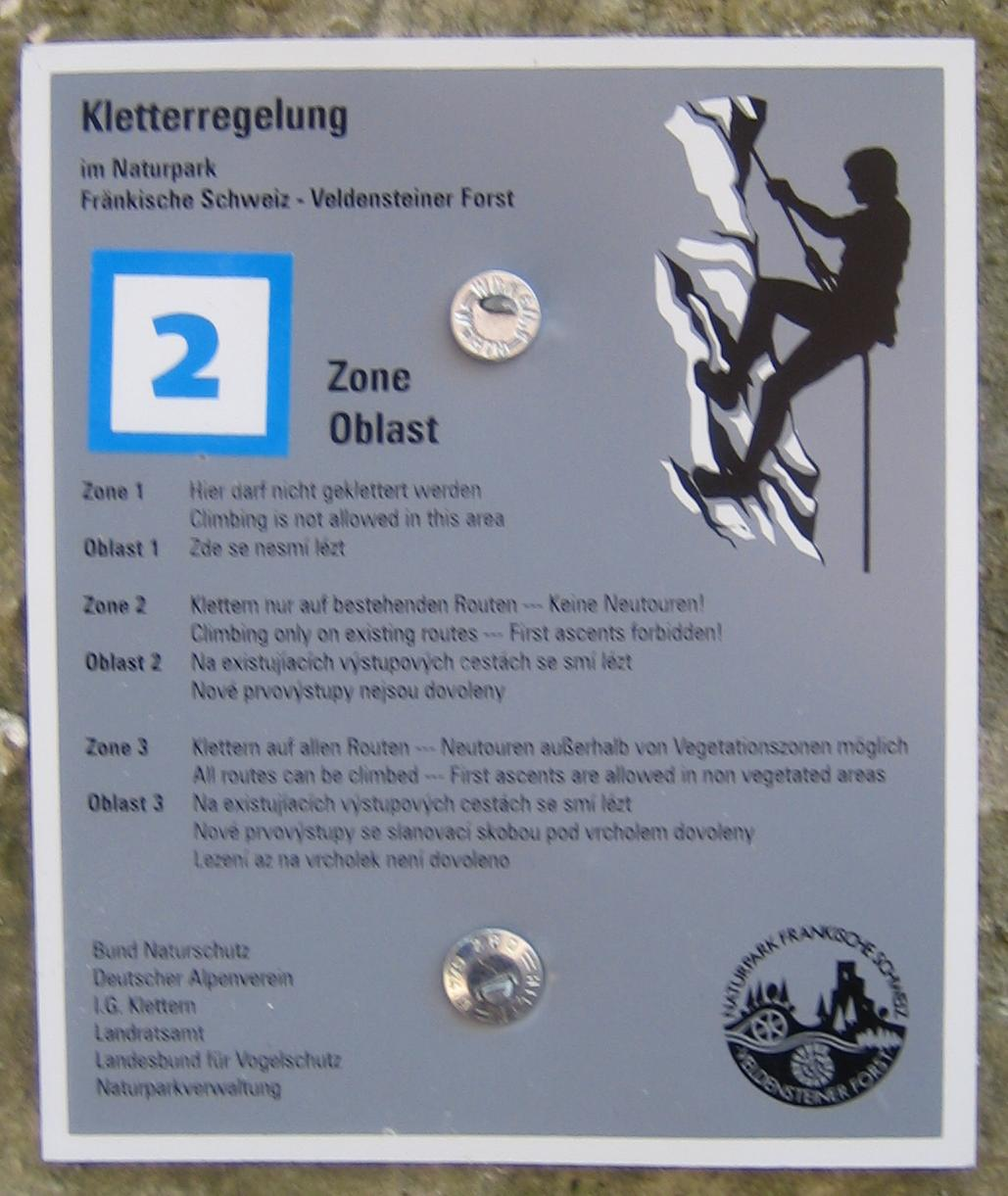
Schild zur Zonenregelung im Frankenjura

Viele der Felsen im Klettergebiet Nördlicher Frankenjura sind als Naturschutzgebiet oder Naturdenkmal, teilweise auch gleichzeitig Teil von FFH-Gebieten, ausgewiesen. Ferner gibt es einen Naturpark Fränkische Schweiz. Zum Schutz der Natur vor übermäßiger Belastung durch Kletterer sowie zur Erhaltung empfindlicher Ökosysteme wurde ab 1993 zwischen dem DAV, der IG Klettern, Naturschützern und den zuständigen Behörden eine sogenannte Zonenregelung ausgearbeitet. Diese beinhaltet die Einordnung jedes einzelnen Felsens (bei größeren Felsen auch einzelner Abschnitte) in eine bestimmte Kategorie:
- Zone 1: Ruhezone, grundsätzliches Kletterverbot
- Zone 2: Klettern auf vorhandenen Routen ist erlaubt, die Erschließung von Neutouren aber verboten
- Zone 3: Klettern ist grundsätzlich erlaubt, einschließlich der Erschließung von Neutouren außerhalb der Vegetationszonen

Zusätzlich sind einzelne Felsen komplett oder für die Brutzeit, (meist von Anfang Februar bis Mitte oder Ende Juni) aufgrund brütender Vögel, insbesondere für Uhu und Wanderfalke, oder besonders sensibler Pflanzen gesperrt.